# Joe Decker
Pour les articles homonymes, voir Decker.
George Henry Decker, Jr. dit Joe Decker (né le 16 juin 1947 à Storm Lake, Iowa, États-Unis et mort le 2 mars 2003 à Fraser (Michigan)) est un lanceur de lanceur de relève de la Ligue majeure de baseball.
Il est mort à 55 ans d'une chute à son domicile.